# Línguas ecoides
As ecoides são um dialeto das línguas bantoides meridionais falado principalmente no sudeste da Nigéria e regiões adjacentes dos Camarões. Foram há muito tempo associadas às línguas bantas sem seu estatuto ser precisamente definido. A obra de 1969 de D.W. Crabb permanece como a principal monografia sobre essas línguas. A vizinha língua mbe é a mais próxima das línguas ecoides e forma com ela o ramo ecoide-mbe do bantoide meridional.